# Степанова Варвара Федорівна
Варвара Федорівна Степанова (23 жовтня (5 листопада) 1894, Ковно — 20 травня 1958, Москва) — радянська художниця-авангардистка, представниця конструктивізму, дизайнерка і поетеса, дружина і соратниця Олександра Родченка. Також працювала і виставлялася під псевдонімом Варст.

## Біографія

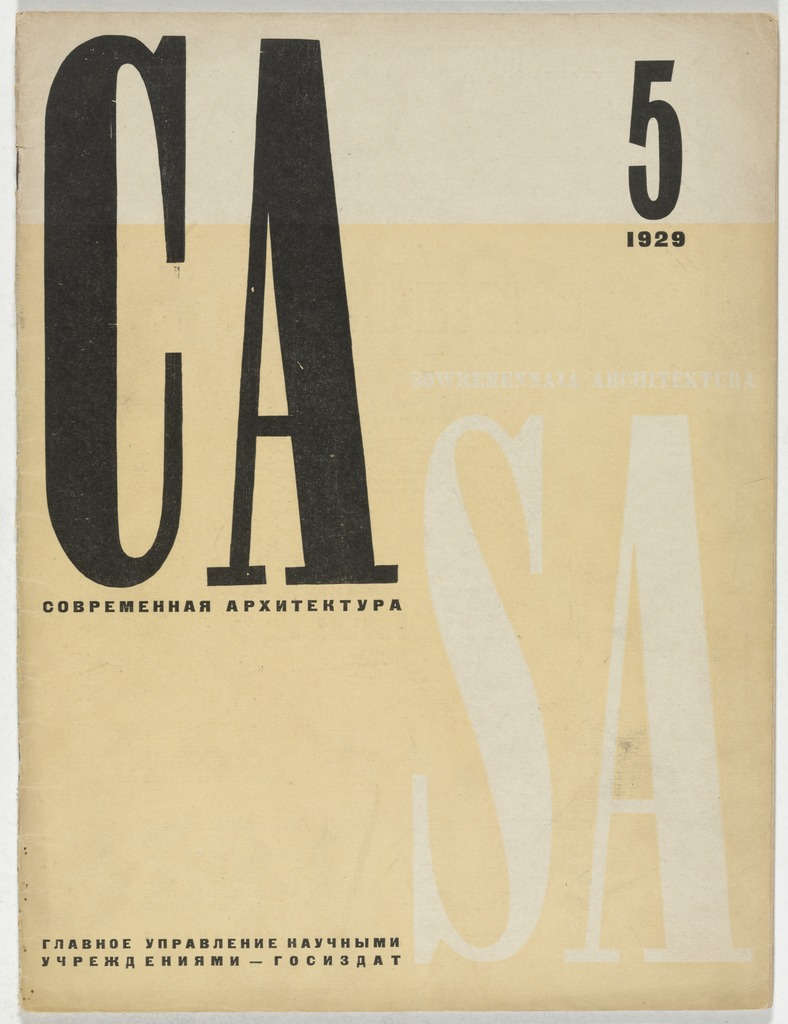
Обкладинка журналу «Сучасна архітектура» (№ 5, 1929 рік), виконана Варварою Степанової

Народилася в сім'ї чиновника. У 1910-1913 роках навчалася в Казанській художній школі, але, не закінчивши її, переїхала в Москву. Тоді ж вона познайомилася зі своїм майбутнім чоловіком і соратником Олександром Родченком.
У 1915-1917 роках займалася у студії К. Ф. Юона.
У 1921 році брала участь у виставці конструктивістів «5 × 5 = 25». У 1919-1922 роках працювала в Колегії у справах образотворчих мистецтв Наркомосу, у 1920-1923 роках співпрацювала з Інститутом художньої культури, у 1920-1925 роках викладала в студії «ІЗО» Академії комуністичного виховання ім. Н. К. Крупської, а в 1924-1925 роках — у Вищих художньо-технічних майстерень. У 1924-1925 роках співпрацювала з Першою ситценабивною фабрикою як дизайнер.
Брала участь в ілюстрації книг («Гли-гли» О. Є. Кручених, 1919), оформленні декорацій для театру («Смерть Тарєлкіна» В. Е. Мейєрхольда, 1922) і кіно («Відрив», 1926), створення агітаційно-політичних альбомів.
Працювала художнім редактором у журналах «Кінофот» (1922), «ЛЕФ», «Новий ЛЕФ» (1923-1927), «Радянське кіно», «Сучасна архітектура», «Зміна», «Книга і революція» та ін (1926-1932), «Радянська жінка» (1945-1946), в 1933-1934 роках — в Партиздаті. Була членом «Об'єднання сучасних архітекторів» (ОСА).
У 1925 році спільно з О. М. Родченком оформила панно Будинку Моссельпрома.
Похована разом з чоловіком на Новому Донському кладовищі.

## Участь у виставках
Доавангардистский період
- 1915 — «Художники-декоратори на користь поранених». Галерея Лемерсьє, Москва — художниця виставляє два ескізу декоративних панно.

Виставки авангардистів
- 1918 — 1-я виставка картин профспілки художників-живописців, Москва.
- 1918 — 5-я Державна виставка. Музей образотворчих мистецтв, Москва.
- 1919 — 10-я Державна виставка «Безпредметна творчість і супрематизм», Москва.
- 1920 — XIX Державна виставка. Виставковий зал на Б. Дмитрівці, 11, Москва.
- 1921 — «5 × 5 = 25», Москва.

## Пам'ять
- Вулиця Варвари Степанової в Москві.

### Книги
- Лаврентьев А. Н. {{{Заголовок}}}. — ISBN 978-5-91566-007-5.
- Варвара Степанова: Фактура [предисл. Н. Курчановой] // Формальний метод : Антологія російського модернізму. Том 2: Матеріали / упоряд. С. Ушакін. — Москва ; Єкатеринбург : Кабінетний вчений, 2016. С. 819-913

### Статті
- Лаврентьев А. Н. . — ISBN 5-02-010251-2.
- Родченко Варвара. . — ISBN 5-02-010251-2.